# Austin Krajicek
Austin Krajicek (* 16. června 1990 Tampa) je americký profesionální tenista hrající levou rukou, deblový specialista. V letech 2023–2024 byl světovou jedničkou ve čtyřhře, kterou se poprvé stal v červnu 2023 jako šedesátý hráč od zavedení klasifikace v březnu 1976 a dvacatý Američan. Ve čtyřech obdobích na čele strávil dvacet šest týdnů. Na pařížské olympiádě 2024 získal s Rajeevem Ramem stříbrnou medaili v mužské čtyřhře. Ve své dosavadní kariéře na okruhu ATP Tour vyhrál čtrnáct deblových turnajů. Na challengerech ATP a okruhu ITF vyhrál osm titulů ve dvouhře a třicet ve čtyřhře.
Na žebříčku ATP byl ve dvouhře nejvýše klasifikován v říjnu 2015 na 94. místě a ve čtyřhře pak v červnu 2023 na 1. místě. Trénuje ho Philip Farmer. Dříve tuto roli plnil Stephen Amritraj. V juniorské kombinované klasifikace ITF figuroval nejvýše v dubnu 2007, když mu patřila 34. příčka. 
Na grandslamu zvítězil ve čtyřhře French Open 2023, když s Chorvatem Ivanem Dodigem zdolali Sandera Gillé s Joranem Vliegenem. První Masters vybojoval s Dodigem ve čtyřhře Monte-Carlo Rolex Masters 2023.
V americkém daviscupovém týmu debutoval v roce 2023 taškentským kvalifikačním kolem proti Uzbekistánu, v němž vyhrál s Ramem čtyřhru. Američané zvítězili 4:0 na zápasy. Do září 2025 v soutěži nastoupil k devíti mezistátním utkáním s bilancí 0–0 ve dvouhře a 7–2 ve čtyřhře.
Spojené státy americké reprezentoval na odložených Letních olympijských hrách 2020 v Tokiu. Do semifinále mužské čtyřhry postoupil s Tennysem Sandgrenem. Obě utkání o medaile však prohráli. Nejdříve s prvním světovým párem Chorvatů Mektićem a Pavićem a poté i zápas o bronz s Novozélanďany Daniellem a Venusem. Z deblové soutěže pařížských Her XXXII. olympiády si s Ramem odvezli stříbrné medaile, když ve finále podlehli Australanům Matthew Ebdenovi a Johnu Peersovi.

## Tenisová kariéra
V roce 2008 vyhrál dorostenecké mistrovství Spojených států v michiganském Kalamazoo.
V hlavní soutěži okruhu ITF debutoval v šestnácti letech, když si v březnu 2007 zahrál texaskou událost v McAllenu. V úvodním kole nestačil na krajana Tima Smyczeka po dvousetovém průběhu. Na nejvyšší grandslamové úrovni si poprvé hlavní soutěž zahrál na US Open 2015, do níž získal divokou kartu od pořadatelů. V úvodním kole zvládl tři tiebreaky proti Kolumbijci Santiagu Giraldovi a po výhře 3–1 na sety postoupil do druhého kola. V něm podlehl patnáctému nasazenému Jihoafričanovi Kevinu Andersonovi bez vyhrané sady.

Premiérové finále grandslamu si zahrál ve čtyřhře French Open 2022 po boku Chorvata Ivana Dodiga, kde jako pár startovali na pátém turnaji. Do Paříže přijeli po výhře na generálce Lyon Open. Na pokraji vyřazení se ocitli ve čtvrtfinále, když proti první světové dvojici Rajeev Ram a Joe Salisbury odvrátili pět mečbolů. Po ztrátě úvodní sady získali druhý a třetí set v tiebreacích poměrem 11–9 a 12–10. V semifinále přehráli čtvrté nasazené Granollerse se Zeballosem. V utkání o titul však podlehli turnajovým dvanáctkám, salvadorsko-nizozemské dvojici Marcelo Arévalo a Jean-Julien Rojer. V závěru druhé sady, za stavu her 5–6, neproměnili tři mečboly.
Z dubnové čtyřhry Monte-Carlo Rolex Masters 2023 v Country Clubu si odvezl první Masters. V dramatickém finále zdolal s Dodigem Monačana Romaina Arneoda s Rakušanem Tristanem-Samuelem Weissbornem, kteří startovali na divokou kartu. Supertiebreak ovládli nejtěsnějším poměrem míčů 14–12 poté, co v něm odvrátili dva mečboly. Bodový zisk jej premiérově katapultoval do první světové pětky deblového žebříčku, na 3. místo. O dva měsíce později zdvihl poprvé nad hlavu i grandslamovou trofej. V přímém boji o titul deblové soutěže French Open 2023 hladce s Dodigem porazili Belgičany Sandera Gillé s Joranem Vliegenem. Získali tak šestou společnou trofej, z toho třetí na antuce. Po skončení se poprvé stal světovou jedničkou ve čtyřhře, jubilejní šedesátou v pořadí. Po týdnu vrchol opustil, aby se po týdenní pauze do čela opět vrátil. K tomu potřeboval vyhrát travnatý cinch Championships 2023 v londýnském Queen's Clubu, což se mu s Dodigem podařilo. V semifinále turnaje z kategorie ATP 500 vyřadili úřadující jedničky Weslehoy Koolhofa s Nealem Skupskim, a následně zvládli duel proti americko-české dvojici Taylor Fritz a Jiří Lehečka.

## Soukromý život
Narodil se roku 1990 ve floridské Tampě do rodiny Roba a Sherry Krajickových. Tenis začal hrát v pěti letech. Během vysokoškolských studií nastupoval za Texas A&M Aggies, družstvo reprezentující Texas A&M University se sídlem v College Station. V roce 2011 získal s Jeffem Dadamem deblový titul na univerzitním mistrovství NCAA Doubles Championship. Trénoval v kalifornském tenisovém středisku USTA v Carsonu. Za preferovaný uvedl tvrdý a travnatý povrch. Jako silný úder označil podání.
Vzdáleným bratrancem je wimbledonský vítěz Richard Krajicek z Nizozemska.

## Finále na Grand Slamu

### Mužská čtyřhra: 2 (1–1)
| Stav      | rok  | turnaj      | povrch | spoluhráč  | soupeři ve finále                 | výsledek                |
| --------- | ---- | ----------- | ------ | ---------- | --------------------------------- | ----------------------- |
| Finalista | 2022 | French Open | antuka | Ivan Dodig | Marcelo Arévalo Jean-Julien Rojer | 7–6(7–4), 6–7(5–7), 3–6 |
| Vítěz     | 2023 | French Open | antuka | Ivan Dodig | Sander Gillé Joran Vliegen        | 6–3, 6–1                |

### Smíšená čtyřhra: 1 (0–1)
| Stav      | rok  | turnaj  | povrch | spoluhráčka       | soupeři ve finále                | výsledek |
| --------- | ---- | ------- | ------ | ----------------- | -------------------------------- | -------- |
| Finalista | 2023 | US Open | tvrdý  | Jessica Pegulaová | Anna Danilinová Harri Heliövaara | 3–6, 4–6 |

## Zápasy o olympijské medaile

### Mužská čtyřhra: 2 (1 stříbrná medaile, 1 čtvrté místo)
| Stav     | datum             | turnaj          | povrch | spoluhráč       | soupeři v zápase o medaili   | výsledek                   |
| -------- | ----------------- | --------------- | ------ | --------------- | ---------------------------- | -------------------------- |
| 4. místo | 30. července 2021 | Tokio, Japonsko | tvrdý  | Tennys Sandgren | Marcus Daniell Michael Venus | 6–7(3–7), 2–6              |
| Stříbro  | 2. srpna 2024     | Paříž, Francie  | antuka | Rajeev Ram      | Matthew Ebden John Peers     | 7–6(8–6), 6–7(1–7), [8–10] |

## Finále na okruhu ATP Tour

### Čtyřhra: 32 (14–18)
| Legenda                     |
| --------------------------- |
| Grand Slam (1–1)            |
| Olympijské hry (0–1)        |
| Turnaj mistrů (0)           |
| ATP Tour Masters 1000 (1–4) |
| ATP Tour 500 (4–3)          |
| ATP Tour 250 (8–9)          |

| Stav      | č.  | datum           | turnaj                                   | kategorie      | povrch    | spoluhráč           | soupeři ve finále                        | výsledek                   |
| --------- | --- | --------------- | ---------------------------------------- | -------------- | --------- | ------------------- | ---------------------------------------- | -------------------------- |
| Finalista | 1.  | leden 2016      | Čennaí, Indie                            | ATP 250        | tvrdý     | Benoît Paire        | Oliver Marach Fabrice Martin             | 3–6, 5–7                   |
| Finalista | 2.  | únor 2018       | Quito, Ekvádor                           | ATP 250        | antuka    | Jackson Withrow     | Nicolás Jarry Hans Podlipnik Castillo    | 6–7(6–8), 3–6              |
| Finalista | 3.  | září 2018       | Čcheng-tu, Čína                          | ATP 250        | tvrdý     | Džívan Nedunčežijan | Ivan Dodig Mate Pavić                    | 2–6, 4–6                   |
| Vítěz     | 1.  | říjen 2018      | Moskva, Rusko                            | ATP 250        | tvrdý (h) | Rajeev Ram          | Max Mirnyj Philipp Oswald                | 7–6(7–4), 6–4              |
| Finalista | 4.  | březen 2019     | Acapulco, Mexiko                         | ATP 500        | tvrdý     | Artem Sitak         | Alexander Zverev Mischa Zverev           | 6–2, 6–7(4–7), [5–10]      |
| Vítěz     | 2.  | červen 2019     | Rosmalen, Nizozemsko                     | ATP 250        | tráva     | Dominic Inglot      | Marcus Daniell Wesley Koolhof            | 6–4, 4–6, [10–4]           |
| Vítěz     | 3.  | červenec 2019   | Atlanta, Spojené státy                   | ATP 250        | tvrdý     | Dominic Inglot      | Bob Bryan Mike Bryan                     | 6–4, 6–7(5–7), [11–9]      |
| Finalista | 5.  | srpen 2019      | Los Cabos, Mexiko                        | ATP 250        | tvrdý     | Dominic Inglot      | Romain Arneodo Hugo Nys                  | 5–7, 7–5, [14–16]          |
| Vítěz     | 4.  | 13. září 2020   | Kitzbühel, Rakousko                      | ATP 250        | antuka    | Franko Škugor       | Marcel Granollers Horacio Zeballos       | 7–6(7–5), 7–5              |
| Finalista | 7.  | červenec 2021   | Newport, Spojené státy                   | ATP 250        | tráva     | Vasek Pospisil      | William Blumberg Jack Sock               | 2–6, 6–7(3–7)              |
| Finalista | 8.  | srpen 2021      | Cincinnati, Spojené státy                | ATP 1000       | tvrdý     | Steve Johnson       | Marcel Granollers Horacio Zeballos       | 6–7(5–7), 6–7(5–7)         |
| Finalista | 8.  | srpen 2021      | Winston-Salem, Spojené státy             | ATP 250        | tvrdý     | Ivan Dodig          | Marcelo Arévalo Matwé Middelkoop         | 7–6(7–5), 5–7, [6–10]      |
| Vítěz     | 5.  | květen 2022     | Lyon, Francie                            | ATP 250        | antuka    | Ivan Dodig          | Máximo González Marcelo Melo             | 6–3, 6–4                   |
| Finalista | 9.  | 4. června 2022  | French Open, Paříž, Francie              | Grand Slam     | antuka    | Ivan Dodig          | Marcelo Arévalo Jean-Julien Rojer        | 7–6(7–4), 6–7(5–7), 3–6    |
| Finalista | 10. | 7. srpna 2022   | Washington, D.C., Spojené státy          | ATP 500        | tvrdý     | Ivan Dodig          | Nick Kyrgios Jack Sock                   | 5–7, 4–6                   |
| Finalista | 11. | říjen 2022      | Florencie, Itálie                        | ATP 250        | tvrdý (h) | Ivan Dodig          | Nicolas Mahut Édouard Roger-Vasselin     | 6–7(4–7), 3–6              |
| Vítěz     | 6.  | říjen 2022      | Neapol, Itálie                           | ATP 250        | tvrdý     | Ivan Dodig          | Matthew Ebden John Peers                 | 6–3, 1–6, [10–8]           |
| Vítěz     | 7.  | říjen 2022      | Basilej, Švýcarsko                       | ATP 500        | tvrdý (h) | Ivan Dodig          | Nicolas Mahut Édouard Roger-Vasselin     | 6–4, 7–6(7–5)              |
| Finalista | 12. | listopad 2022   | Paříž, Francie                           | ATP 1000       | tvrdý (h) | Ivan Dodig          | Wesley Koolhof Neal Skupski              | 6–7(5–7), 4–6              |
| Finalista | 13. | leden 2023      | Adelaide, Austrálie                      | ATP 250        | tvrdý     | Ivan Dodig          | Marcelo Arévalo Jean-Julien Rojer        | bez boje                   |
| Vítěz     | 8.  | únor 2023       | Rotterdam, Nizozemsko                    | ATP 500        | tvrdý (h) | Ivan Dodig          | Rohan Bopanna Matthew Ebden              | 7–6(7–5), 2–6, [12–10]     |
| Finalista | 14. | březen 2023     | Miami, Spojené státy                     | ATP 1000       | tvrdý     | Nicolas Mahut       | Santiago González Édouard Roger-Vasselin | 6–7(4–7), 5–7              |
| Vítěz     | 9.  | duben 2023      | Monte-Carlo, Monako                      | ATP 1000       | antuka    | Ivan Dodig          | Romain Arneodo Sam Weissborn             | 6–0, 4–6, [14–12]          |
| Vítěz     | 10. | 11. června 2023 | French Open, Paříž, Francie              | Grand Slam     | antuka    | Ivan Dodig          | Sander Gillé Joran Vliegen               | 6–3, 6–1                   |
| Vítěz     | 11. | 26. června 2023 | Queen's Club, Londýn, Spojené království | ATP 500        | tráva     | Ivan Dodig          | Taylor Fritz Jiří Lehečka                | 6–4, 6–7(5–7), [10–3]      |
| Finalista | 15. | 30. června 2023 | Eastbourne, Spojené království           | ATP 250        | tráva     | Ivan Dodig          | Nikola Mektić Mate Pavić                 | 4–6, 2–6                   |
| Vítěz     | 12. | 4. října 2023   | Peking, Čína                             | ATP 500        | tvrdý     | Ivan Dodig          | Wesley Koolhof Neal Skupski              | 6–7(12–14), 6–3, [10–5]    |
| Finalista | 16. | 2. března 2024  | Dubaj, Spojené arabské emiráty           | ATP 500        | tvrdý     | Ivan Dodig          | Tallon Griekspoor Jan-Lennard Struff     | 4–6, 6–4, [6–10]           |
| Finalista | 17. | 30. března 2024 | Miami, Spojené státy                     | ATP 1000       | tvrdý     | Ivan Dodig          | Rohan Bopanna Matthew Ebden              | 7–6(7–3), 3–6, [6–10]      |
| Finalista | 18. | 2. srpna 2024   | Paříž, Francie                           | Olympijské hry | antuka    | Rajeev Ram          | Matthew Ebden John Peers                 | 7–6(8–6), 6–7(1–7), [8–10] |
| Vítěz     | 13. | červen 2025     | Stuttgart, Německo                       | ATP 250        | tráva     | Santiago González   | Alex Michelsen Rajeev Ram                | 6–4, 6–4                   |
| Vítěz     | 14. | červen 2025     | Mallorca, Španělsko                      | ATP 250        | tráva     | Santiago González   | Juki Bhambri Robert Galloway             | 6–1, 1–6, [15–13]          |

## Tituly na challengerech ATP
| Legenda                 |
| ----------------------- |
| Challengery (2 D, 20 Č) |

### Dvouhra (2 tituly)
| č. | datum          | turnaj             | povrch | soupeř ve finále         | výsledek                |
| -- | -------------- | ------------------ | ------ | ------------------------ | ----------------------- |
| 1. | 7. září 2014   | Medellín, Kolumbie | antuka | João Souza               | 7–5, 6–3                |
| 2. | 12. dubna 2015 | León, Mexiko       | tvrdý  | Adrián Menéndez-Maceiras | 6–7(3–7), 7–6(7–5), 6–4 |

### Čtyřhra (20 titulů)
| č.  | datum              | turnaj                      | povrch    | spoluhráč           | soupeři ve finále                           | výsledek                   |
| --- | ------------------ | --------------------------- | --------- | ------------------- | ------------------------------------------- | -------------------------- |
| 1.  | 4. září 2011       | Knoxville, Spojené státy    | tvrdý     | Steve Johnson       | Adam Hubble Frederik Nielsen                | 3–6, 6–4, [13–11]          |
| 2.  | 29. července 2012  | Lexington, Spojené státy    | tvrdý     | John Peers          | Tennys Sandgren Rhyne Williams              | 6–1, 7–6 (7–4)             |
| 3.  | 17. listopadu 2012 | Champaign, Spojené státy    | tvrdý     | Devin Britton       | Jean Andersen Izak van der Merwe            | 6–3, 6–3                   |
| 4.  | 5. května 2013     | Tallahassee, Spojené státy  | antuka    | Tennys Sandgren     | Greg Jones Peter Polansky                   | 1–6, 6–2, [10–8]           |
| 5.  | 22. září 2013      | İzmir, Turecko              | tvrdý     | Tennys Sandgren     | Brydan Klein Dane Propoggia                 | 7–6(7–4), 6–4              |
| 6.  | 13. října 2013     | Tiburon, Spojené státy      | tvrdý     | Rhyne Williams      | Bradley Klahn Rajeev Ram                    | 6–4, 6–1                   |
| 7.  | 5. ledna 2014      | Nouméa, Nová Kaledonie      | tvrdý     | Tennys Sandgren     | Ante Pavić Blaž Rola                        | 7–6(7–4), 6–3              |
| 8.  | 3. srpna 2014      | Vancouver, Kanada           | tvrdý     | John-Patrick Smith  | Marcus Daniell Artem Sitak                  | 6–3, 4–6, [10–8]           |
| 9.  | 7. září 2014       | Medellín, Kolumbie          | antuka    | César Ramírez       | Roberto Maytín Andrés Molteni               | 6–3, 7–5                   |
| 10. | 10. ledna 2015     | Nouméa, Nová Kaledonie      | tvrdý     | Tennys Sandgren     | Jarmere Jenkins Bradley Klahn               | 7–6(7–5), 6–7(5–7), [10–5] |
| 11. | 12. dubna 2015     | León, Mexiko                | tvrdý     | Rajeev Ram          | Guillermo Durán Horacio Zeballos            | 6–2, 7–5                   |
| 12. | 26. dubna 2015     | Guadalajara, Mexiko         | tvrdý     | Rajeev Ram          | Marcelo Demoliner Miguel Ángel Reyes-Varela | 7–5, 4–6, [10–6]           |
| 13. | listopad 2016      | Champaign, Spojené státy    | tvrdý (h) | Tennys Sandgren     | Liam Broady Luke Bambridge                  | 7–6(7–4), 7–6(7–2)         |
| 14. | leden 2017         | Maui, Spojené státy         | tvrdý     | Jackson Withrow     | Bradley Klahn Tennys Sandgren               | 6–4, 6–3                   |
| 15. | únor 2017          | Morelos, Mexiko             | tvrdý     | Jackson Withrow     | Kevin King Dean O'Brien                     | 6–7(4–7), 7–6(7–5), [11–9] |
| 16. | březen 2018        | Indian Wells, Spojené státy | tvrdý     | Jackson Withrow     | Evan King Nathan Pasha                      | 6–7(3–7), 6–1, [11–9]      |
| 17. | červen 2018        | Ilkley, Velká Británie      | tráva     | Džívan Nedunčežijan | Kevin Krawietz Andreas Mies                 | 6–3, 6–3                   |
| 18. | červenec 2018      | Winnetka, Spojené státy     | tvrdý     | Džívan Nedunčežijan | Roberto Maytín Christopher Rungkat          | 6–7(4–7), 6–4, [10–5]      |
| 19. | listopad 2018      | Houston, Spojené státy      | tvrdý     | Nicholas Monroe     | Marcelo Arévalo James Cerretani             | 4–6, 7–6(7–3), [10–5]      |
| 20. | březen 2022        | Monterrey, Mexiko           | tvrdý     | Hans Hach Verdugo   | Robert Galloway John-Patrick Smith          | 6-0, 6-3                   |